# Gertrude Yorkes
Gertrudes Yorkes, auto-referida como Arsênica, é uma personagem fictícia, uma super-heroína que aparece nas revistas em quadrinhos americanas publicadas pela Marvel Comics. Gertrudes Yorkes foi criada pelo escritor Brian K. Vaughan e pelo artista Adrian Alphona, e a sua primeira aparição foi em Fugitivos #1 (Julho de 2003). Como todos os membros dos Fugitivos originais, ela é filha de vilões malignos com habilidades especiais; no caso de Gertrude, viajantes do tempo. Gertrude, muitas vezes chamada de "Gert", é frequentemente considerada a mais "inteligente" dos Fugitivos, mas também a mais sarcástica e cínica. Ela tem inclinações socialistas e é etnicamente judaica, mas espiritualmente agnóstica. Gert é conhecida por suas linhas de expressão sarcásticas, óculos e cabelos tingidos de roxo. Gert compartilha um vínculo psíquico e empático com a deinonico Alfazema, lhe concedendo a capacidade de comandar a dinossaura.
A personagem é interpretada por Ariela Barer na série de televisão do Hulu, Runaways.

## Publicação
Gertrude Yorkes apareceu pela primeira vez em Fugitivos #1 (Julho de 2003) e foi criada por Brian K. Vaughan e Adrian Alphona. Na ideia original de Brian K. Vaughan para a série, Gert foi originalmente chamada de Gertie. Ela também teve o relacionamento como "irmãos" com Molly que Chase tem na série, e foi quem chamaria Molly de 'Bruiser' ao invés de Chase.

## Biografia ficcional da personagem
A filha de Dale e Stacey Yorkes, Gert é vista pela primeira vez gritando que não quer ir à suposta organização anual de caridade dos Wilders; depois do testemunho do assassinato de uma menina inocente por seus pais ("o Orgulho"), apesar de estar chocada com os pais dela, Gert continua a ser a única surpresa por seus pais serem realmente vilões, dizendo que ela suspeitava de seus pais serem mal desde que seu porco de estimação desapareceu suspeitosamente. Gert se junta a sua equipe para escaparem de suas respectivas casas. Antes de sair, no entanto, Gert descobre um dinossauro em um quarto escondido em seu porão que tem um vínculo telepático com a mente de Gert, o que significa que obedece a todos os seus comandos. Por uma mensagem holográfica com os pais de Gert e o fato do porão deles estar cheio de antiguidades raras, os Fugitivos concluem que os pais de Gert são, na verdade, viajantes do tempo. Depois de fugir, Gert usa o codinome Arsênica e nomeia sua dinossaura de Alfazema, uma referência ao filme Arsenic and Old Lace.

## Recepção
Em 2008, a morte de Gertrude foi classificada a sexta em uma lista de dez mortes na história da Marvel Comics.

## Em outras mídias
Gert Yorkes aparece na série de televisão do Hulu, Runaways, intepretada por Ariela Barer. Esta versão de Gert é mais uma sarcástica social justice warrior e tem uma paixão inicialmente não correspondida por Chase. Ela também age como a irmã adotiva de Molly, cujos pais morreram em um incêndio.